# Čeladná
Čeladná (în germană Tscheladna) este o comună și un sat din districtul Frýdek-Místek din regiunea Moravia-Silezia din Cehia. Are o populație de aproximativ 2.900 de locuitori.
Între 1952 și 2000, în Čeladná a existat o importantă maternitate locală, motiv pentru care multe personalități sunt considerate din Čeladná.

## Etimologie
Numele satului este un adjectiv din cuvântul comun čelaď, care era o variantă a cuvântului čeleď. Semnificația numelui era de „loc care aparține familiei”.

## Geografie
Čeladná se află la aproximativ 14 kilometri (9 mi) sud de Frýdek-Místek și la 27 kilometri (17 mi) de Ostrava. Se află în lanțul muntos Beschizi (Beskydy). Cel mai înalt punct al comunei este muntele Smrk, aflat la 1.276 metri (4.186 ft) deasupra nivelului mării. Comuna se află în valea pârâului Čeladenka.

## Istorie
Prima mențiune scrisă despre Čeladná datează din anul 1581. În anul 1600, satul a fost înregistrat în cadastrul moșiei Hukvald. Până la începutul secolului al XVIII-lea, satul a fost locuit în principal de agricultori. În 1796, la Čeladná au fost construite un cuptor de cărbune și un furnal. Minereul din Čeladná și Kunčice au fost prelucrat aici, deoarece minereul de fier era extras pe teritoriul acestor comune. Condițiile au fost potrivite pentru prelucrarea sa, în principal datorită abundenței lemnului din care se producea cărbunele. Treptat, au fost dezvoltate și alte industrii, cum ar fi o fabrică de țesut, o filatură sau o fabrică de producție de chibrituri. 
În timpul celui de-Al Doilea Război Mondial, Čeladná a devenit o fortăreață a partizanilor. După ce germanii au incendiat Lidice, satul a oferit un nou cămin femeilor și copiilor din Lidice. Această perioadă este comemorată de un monument dedicat rezistenței partizane și de un monument dedicat victimelor fascismului.
Centrul său balnear de reabilitare a fost fondat aici în 1902, lângă granița cu comuna Kunčice pod Ondřejníkem⁠(d). Din anii 1950 până în anul 2000, activitatea stațiunii balneare a fost suspendată și în incinta sa s-au aflat un spital și o renumită maternitate, astfel Čeladná a ajuns locul de naștere al mai multor personalități.

## Economie

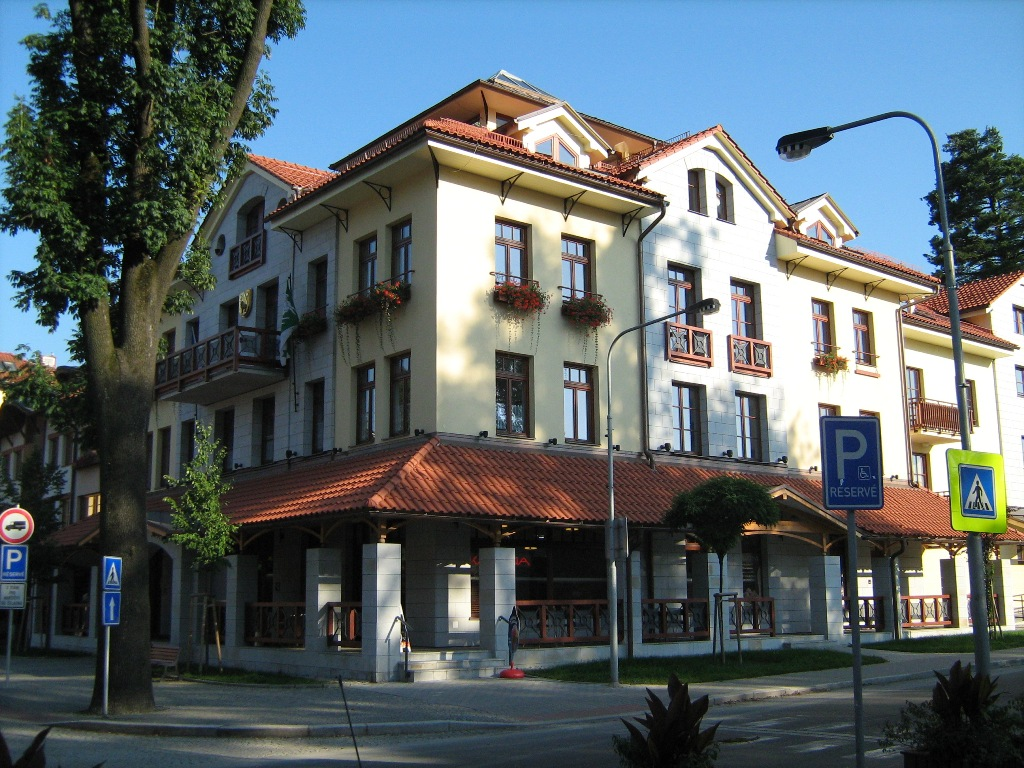
Biroul comunal

Čeladná este cunoscută pentru centrul său balnear și de reabilitare. Acesta este principalul angajator din comună.
În secolul XXI-lea, Čeladná a devenit o populară stațiune de vacanță, cu hoteluri noi și infrastructură modernizată.

## Transporturi
Čeladná se găsește pe linia de cale ferată Valašské Meziříčí⁠(d) – Frýdlant nad Ostravicí.
Čeladná se află pe drumul II//483 (în cehă Silnice II/483), în tronsonul care leagă Frýdlant nad Ostravicí și Frenštát pod Radhoštěm. Se preconizează construirea în viitor a unei șosele ocolitoare a satului pe acest drum.

## Sport
Comuna Čeladná este renumită pentru cel mai mare teren de golf din Cehia.
SK Beskyd Čeladná este un club de fotbal ceh din satul Čeladná, care a câștigat liga 1 A a regiunii Moravia-Silezia în sezonul 2015/2016 și s-a calificat în Campionatul regiunii Moravia-Silezia (a cincea cea mai înaltă competiție din Cehia). Clubul a fost fondat în 2004 după fuziunea echipelor FK Čeladná și 1. FC Vítkovická nemocnice BMA 1853.

## Obiective turistice

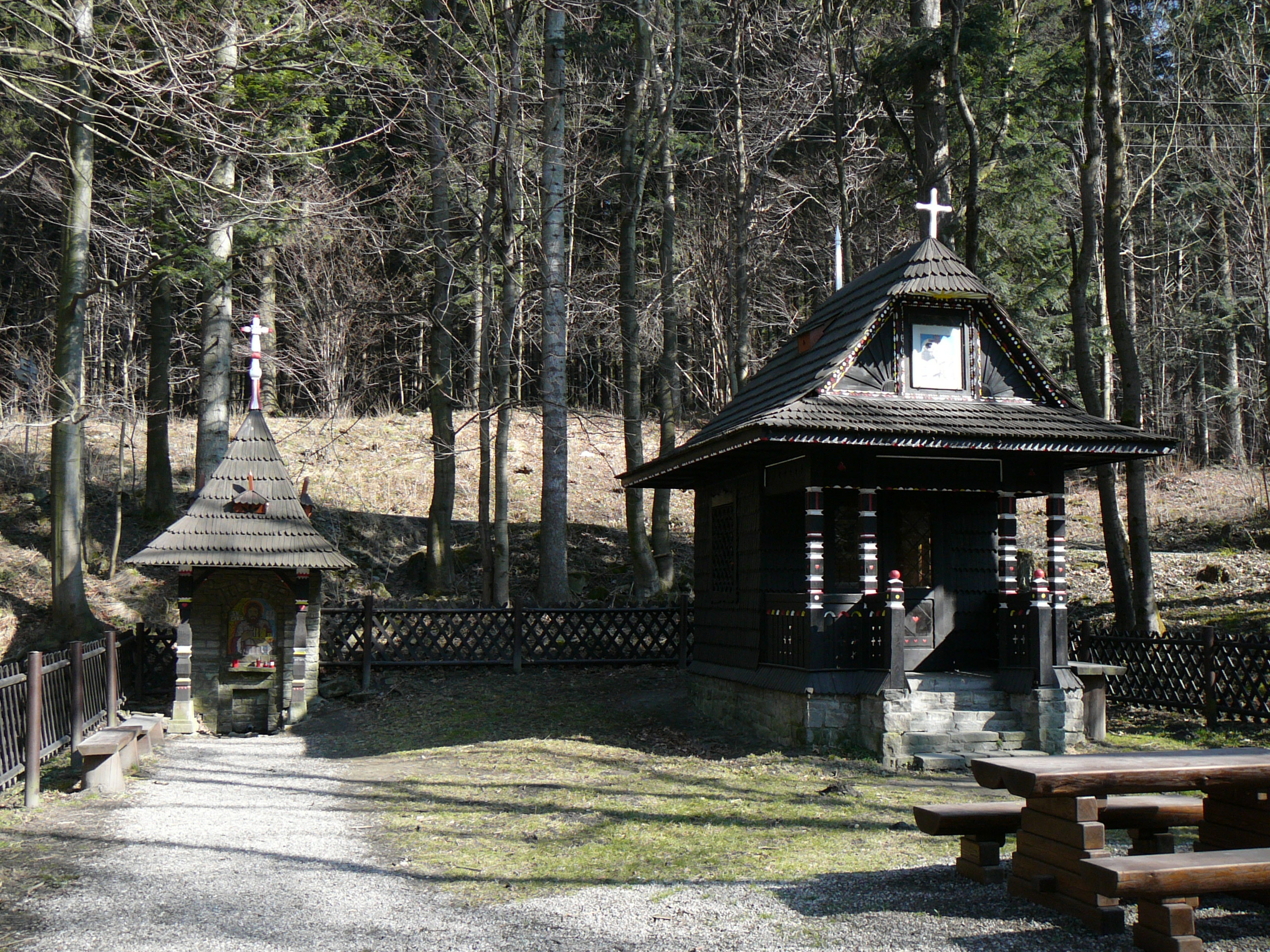
Capela „Sfinții Chiril și Metodiu”

Capela „Sfinții Chiril și Metodiu” a fost construită în 1936. Aceasta este inspirată din opera arhitectului Dušan Jurkovič⁠(d).
Capela a fost inclusă pe lista monumentelor culturale înainte de 1988. Capela a fost proiectată de inginerul Roska din Kroměříž, în 1936. Capela adăpostește trupul lui Hristos răstignit.

## Persoane notabile
- František Heřmanský (1806–1885), primar
- Marie Bernátková (1857–1969) - din 16 iunie 1968 până la 4 mai 1969, ea a fost cea mai în vârstă persoană în viață verificată din lume
- Jaroslav Šusta (1910–1989) , scriitor
- Miroslava Jaškovská⁠(d) (n. 1955), schioare de fond
- Ivo Valenta⁠(d) (n. 1956), om de afaceri și politician
- Iveta Bartošová (1966–2014), cântăreață
- Ondřej Kratěna⁠(d) (n. 1977), jucător de hochei pe gheață
- Pavel Kubina⁠(d) (n. 1977), jucător de hochei pe gheață
- Jakub Janda (n. 1978), săritor cu schiurile și politician
- Adam Lacko (n. 1984), pilot de curse
- Jan Mazoch (n.1985), săritor cu schiurile